# ArchLord
ArchLord è un MMORPG fantasy gratuito sviluppato da NHN Games e Codemasters Online Gaming (COG). Il gioco è stato pubblicato in Korea nel marzo 2005, in Nord America ed Europa nell'Ottobre 2006, ottenendo recensioni negative al lancio. Nell'Agosto 2007, alla pubblicazione della prima espansione episodica Season of Siege, ArchLord è diventato gratuito. La seconda espansione, Spirits Awakening, venne pubblicata ad agosto 2008.
Il 1º settembre 2009, Codemasters annuncia l'imminente chiusura dei servers di gioco europei ed americani.
Dopo diverse settimane di trattative con NHN (il team di sviluppo koreano del titolo), Codemasters dichiara di non essere riuscita a raggiungere un accordo per il rinnovo del contratto, ragion per cui Archlord vedrà come ultimo giorno di servizio il 1º ottobre 2009. I servers di gioco chiuderanno i battenti il 2 ottobre 2009. Nonostante l'interruzione dell'attività da parte di Codemasters, Archlord potrà essere giocato grazie al servizio fornito da Webzen. Il 1º gennaio 2014 Webzen chiude definitivamente i server di gioco.
Il gioco ha anche ispirato un film olandese: Ben X, uscito nel 2008